# NGC 4880
NGC 4880 ist eine Linsenförmige Galaxie vom Hubble-Typ SB0/a im Sternbild Jungfrau auf der Ekliptik.  Sie ist schätzungsweise 60 Millionen Lichtjahre von der Milchstraße entfernt und hat einen Durchmesser von etwa 55.000 Lj.
Das Objekt wurde am 12. April 1784 von William Herschel entdeckt.